# Henri de Montfaucon
Henri de Montfaucon, mort en1367, fut seigneur de Montfaucon, comte de Montbéliard (1321) du chef de sa femme et gardien du comté de Bourgogne (1306). 

## Biographie
Il y eut deux Henri de Montfaucon, comtes de Montbéliard ; le présent, que certains historiens nommèrent Henri Ier, et le  second : Henri II, fils d'Étienne de Montfaucon, comte de Montbéliard, le propre fils d'Henri Ier.
Deux ans après le décès de son frère Jean II de Montfaucon, Henri reprend, en qualité d'ainé, le château et la baronnie de Montfaucon laissant à sa nièce Jeanne les fiefs francs-comtois dont il a la suzeraineté car dépendant de la seigneurie de Montfaucon. Henri de Montfaucon devint comte de Montbéliard par son mariage avec Agnès (Agnès de Montbéliard), fille de Renaud de Bourgogne, qui gouvernait le comté, dont le fils était handicapé mental, et des filles de son mariage avec Guillaumette de Neufchâtel, héritière du comté de Montbéliard. 
Il régna après le décès de son beau-frère Othenin de Montbéliard, dont Hugues de Chalon, frère de Renaud de Bourgogne, assurait à la fois la régence du comté et la curatelle de son neveu. Henri reçut l'investiture officielle de l'Empereur (Louis IV du Saint-Empire) le 23 janvier 1339.
Au mois de mars 1340, il dut faire face à une révolte des habitants de Montbéliard. L'affaire était sérieuse, mais plutôt que de faire couler le sang, il réussit à calmer les insurgés par des paroles apaisantes en leur promettant le pardon.
Comme la plupart de ses devanciers, il participa à de nombreuses batailles. Il rejoignit notamment le roi de France, Philippe VI, (premier roi Valois) dans sa guerre contre les Flamands lors de la bataille du Mont Cassel. Plus tard, il combattit encore en France contre les Anglais, et en Prusse, avec les chevaliers teutoniques contre les Lituaniens.
Le 3 août 1362, l'empereur Charles IV le nomma son vicaire impérial dans le comté de Bourgogne.

## Famille

### Ascendance
Il est le fils de Gauthier II de Montfaucon et Mathilde ou Mahaut de Chaussin.

### Mariage et succession
Il épouse en avril 1320 Agnès de Montbéliard, (vers 1295 - vers 1377), fille de Renaud de Bourgogne et de Guillemette de Neufchâtel, de qui il a :
- Étienne, (1325-1397), qui lui succède comme seigneur de Montfaucon et comte de Montbéliard,
- Gauthier Jean et Marguerite mort très jeune,
- Jeanne, (? - après 1370), elle épouse en premières noces Hugues de Joinville[2] seigneur de Gex, puis en secondes noces Guillaume de Vergy, elle a Henriette, (? - 27 décembre 1427), épouse de Jean de Longwy,
- Reinard : tué à la bataille de Sempach contre les autrichiens en 1386,
- Louis : doyen puis archevêque de Besançon, décédé le 25 juillet 1362,
- Louise : le 10 novembre 1343, elle épouse Jean III de Cossonay, sire de Cossonay, fils de Louis Ier de Cossonay et Isabelle de Grandson[3].

## Sources
- Le Roman d'une Principauté. D. Seigneur, éditions Cêtre, Besançon.
- Les Sires de Montfaucon au XIVe siècle. Daniel Seigneur éditions Edilivres
- Mémoires pour servir à l'histoire du Comté de Bourgogne - François Ignace Dunod de Charnage - 1740
- L'art de vérifier les dates - Annotations de Saint-Allais - Tome 11 - 1818
- Recherches historiques sur les acquisitions des sires de Montfaucon et de la maison de Chalons dans le pays-de-Vaud, Baron Frédéric Charles Jean de Gingins-La Sarraz, édition G. Bridel, 1857, p. 96 à 100. Google livres
- Roglo, Henri de Montfaucon , .
- Fabpedigree, Henri I de Montfaucon, .
- Geneall, Henri de Montfaucon, comte de Montbéliard, .
- Médiéval Généalogie, Henri I de Montfaucon .